# Kubatbek Boronov
Kubatbek Ayılčiyevič Boronov (quirguiz: Кубатбек Айылчиевич Боронов; Uzgen, 15 de dezembro de 1964) é um político quirguiz foi Primeiro-ministro do Quirguistão de 17 de junho de 2020 até 6 de outubro de 2020.
Antes de sua nomeação para o cargo de Primeiro-ministro, Boronov foi primeiro-vice Primeiro-ministro desde abril de 2018. Também foi Ministro de Situações de Emergência de 2011 a 2018.
Provavelmente devido à pressão dos protestos em andamento no Quirguistão em 2020, Boronov renunciou ao cargo de primeiro-ministro, citando o deputado Myktybek Abdyldayev como o novo presidente. Em 9 de outubro de 2020, o presidente Sooronbay Jeenbekov aceitou a renúncia de Boronov.